# 平井美帆
平井 美帆（ひらい みほ、1971年 - ）は、日本のノンフィクション作家

## 人物
1971年大阪府吹田市生まれ。1989年3月大阪府立千里高等学校を卒業すると同時に渡米し、コロラド大学州立大学の語学学校に入学。同年9月私立南カリフォルニア大学に入学。同大学で舞台芸術と国際関係学を学び、1993年卒業。帰国後は一時東京で演劇活動に携わるも1997年に再び渡米し、執筆活動を始める。2002年に東京に拠点を移す。
2020年4月日本大学大学院法務研究科（既習コース）入学。翌年に第19回（2021年）開高健ノンフィクション賞を受賞する。受賞作『ソ連兵へ差し出された娘たち　―証言・満州黒川開拓団』。2022年3月同大学院修了（法務博士）。2024（令和６）年司法試験合格。　
高祖父は、幕末の長崎唐通事／外交官 平井希昌　

## 著作
- 『あなたの子宮を貸してください』（講談社、2006年3月 (第12回(2005年） - 小学館ノンフィクション大賞最終候補作）
- 『世界のお金辞典』（汐文社、2006年3月）
- 『バツイチ男の心のうち 彼らは結婚になにを求めたのか』（イースト・プレス、2007年11月）
- 『イレーナ・センドラー　ホロコーストの子ども達の母』（汐文社、2008）
- 『獄に消えた狂気　滋賀・長浜「2園児」刺殺事件』（新潮社、2011年8月） (第6回（2008年）開高健ノンフィクション賞最終候補作『中国から来た花嫁』改題）
- 『中国残留孤児　70年の孤独』（集英社インターナショナル、2015年10月）
- 『ソ連兵へ差し出された娘たち』（集英社、2022年1月）第19回（2021年） - 開高健ノンフィクション賞受賞作　選考時タイトル『ソ連兵へ差し出された娘たち　―証言・満州黒川開拓団』）

## 受賞歴・ノミネート
- 第12回 (2005年）小学館ノンフィクション大賞最終候補作『あなたの子宮を貸してください』
- 第6回（2008年） 開高健ノンフィクション賞最終候補作『中国から来た花嫁』
- 第19回（2021年）開高健ノンフィクション賞受賞『ソ連兵へ差し出された娘たち　―証言・満州黒川開拓団』）[1]

- 第5回（2022年）Yahoo!ニュース｜本屋大賞ノンフィクション本大賞」ノミネート『ソ連兵へ差し出された娘たち』[4]

- 第22回（2022年）石橋湛山記念 早稲田ジャーナリズム大賞ノミネート『ソ連兵へ差し出された娘たち』[5]

- 第54回（2023年）大宅壮一ノンフィクション賞ノミネート『ソ連兵へ差し出された娘たち』[6]